# Xanthopimpla longispina
Xanthopimpla longispina là một loài tò vò trong họ Ichneumonidae.